# Jimmy Swaggart
Jimmy Lee Swaggart (ur. 15 marca 1935 w Ferriday, zm. 1 lipca 2025 w Baton Rouge) – amerykański pastor, pisarz, teleewangelista zielonoświątkowy i muzyk chrześcijański.
W 1958 został pełnoetatowym ewangelizatorem i głosił przeważnie na południu Stanów Zjednoczonych. W 1961 został ordynowany na pastora Zborów Bożych. W 1962 nagrał album gospel pt. God Took Away My Yesterdays. W 1968  uruchomił krajowy program radiowy The Camp Meeting Hour.
W latach 70. był jedną z najbardziej popularnych amerykańskich osobowości telewizyjnych na świecie. W latach 1988–1991 był bohaterem skandali seksualnych.
W kulturze popularnej do jego osoby nawiązuje Ozzy Osbourne w utworze "Miracle Man", Iron Maiden w utworze "Holy Smoke", The Zodiac Mindwarp w utworze "Airline Highway", a także Frank Zappa w wielu występach koncertowych zmieniał słowa utworów, nawiązując do skandali Swaggarta (np. na albumie The Best Band You Never Heard In Your Life oznaczone są dopiskiem (Swaggart Version).